# Iso Lamujärvi
Iso Lamujärvi är en sjö i Finland. Den ligger i kommunen Pyhäntä i landskapet Norra Österbotten, i den centrala delen av landet, 400 km norr om huvudstaden Helsingfors. Iso Lamujärvi ligger 136,6 meter över havet. Den är 11,69 meter djup. Arean är 25,85 kvadratkilometer och strandlinjen är 32,84 kilometer lång. Sjön  ingår i Siikajokis huvudavrinningsområde.   I omgivningarna runt Iso Lamujärvi växer i huvudsak blandskog. Den sträcker sig 9,8 kilometer i nord-sydlig riktning, och 6,0 kilometer i öst-västlig riktning.
I övrigt finns följande i Iso Lamujärvi:
- Honkasaari (en ö)
- Tölppäinsaari (en ö)
- Selkäsaari (en ö)
- Matinsaari (en ö)
- Pitkäsaari (en ö)
- Lehtosaari (en ö)
- Kutusaari (en ö)